# Club Valdaï
Le club de discussion Valdaï  (en russe Международный дискуссионный клуб «Валдай») est un laboratoire d’idées installé à Moscou et un forum international — créés en 2004 à l'initiative du président russe Vladimir Poutine — se réunissant annuellement en Russie. Officiellement, il vise à rassembler des experts invités pour débattre de la Russie et de son rôle dans le monde, notamment économique et politique. Son rôle est essentiellement celui d'un « think tank pro-Kremlin », chargé de diffuser la propagande du régime de Vladimir Poutine.

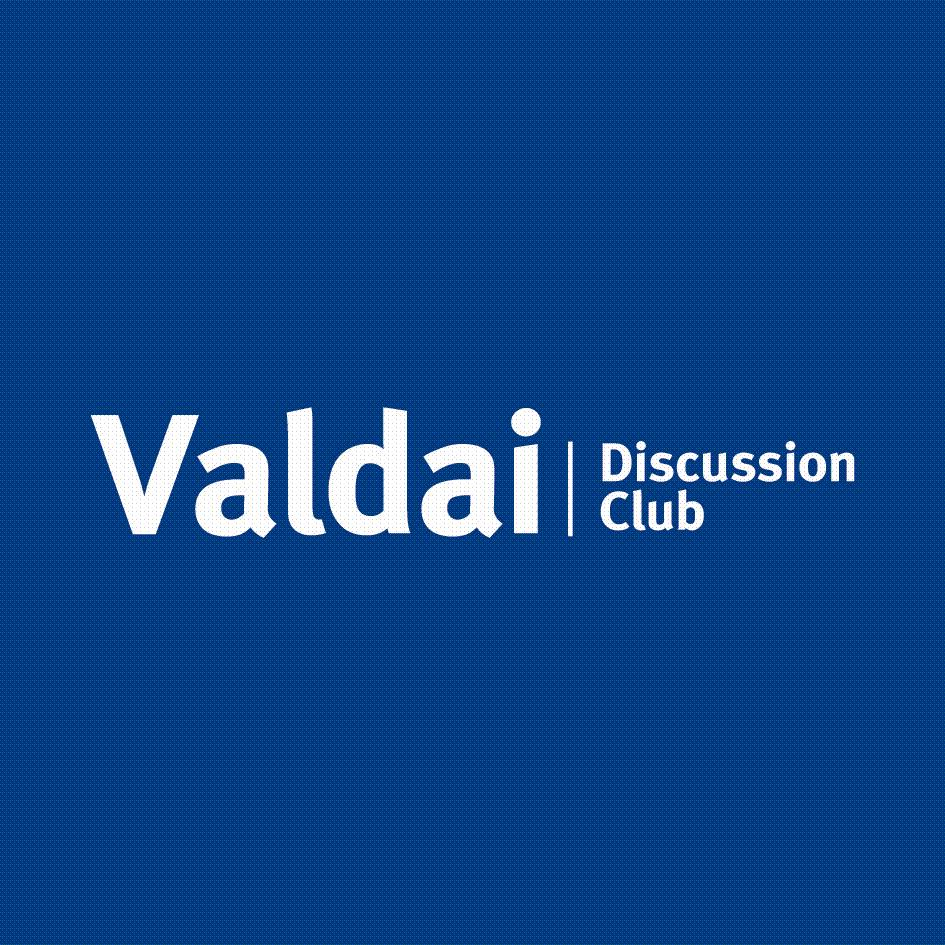
Logo, en anglais, du club de discussion Valdaï.

Son nom provient du lieu de sa première édition, la capitale régionale Novgorod, dans l’oblast duquel se trouvent le lac Valdaï et le parc naturel des collines de Valdaï, à plusieurs centaines de kilomètres au nord-ouest de Moscou.

## Objet

### Objectif officiel
Officiellement, le club Valdaï défend la vision d'un monde multipolaire, par opposition à un monde unipolaire dominé par les États-Unis d'Amérique[réf. nécessaire].
La mission première du club est de créer une plateforme internationale pour permettre aux élites russes de débattre du développement du pays et de son rôle dans le monde, avec des experts étrangers issus du monde académique, de la politique et des médias.

### Objectif officieux
Selon le quotidien Le Monde en 2017, il s’agit d’un « think tank pro-Kremlin »,. Selon Le Grand Continent, il s'agit d'une officine de propagande du régime de Vladimir Poutine.
Selon Françoise Thom, l'objectif est de « communiquer aux responsables des partis pro-russes à l’étranger les évolutions de la ligne du Kremlin ; transmettre les directives de Moscou en matière de propagande au vaste réseau des agents d’influence et des mouvances kremlinophiles répandues dans le monde ».
Pour Marcus Kolga, fondateur et directeur de DisinfoWatch, et chercheur, il s'agit essentiellement d'une fête de la propagande organisée par Poutine et le Kremlin.

## Historique
Le club est créé en 2004 par l'agence de presse RIA Novosti et d'autres publications russes. Il est nommé d'après le lieu de la première rencontre à Novgorod, qui se trouve à proximité du lac Valdaï, où se trouve une des datchas de Staline dans laquelle la première réunion était initialement envisagée ; les premiers invités ont d’ailleurs effectué une visite rapide de cette datcha de Valdaï, trop exiguë pour accueillir une telle réunion.
Vladimir Poutine, qui en a souhaité la création, assiste aux rencontres, ainsi que plusieurs ministres. Le discours du président russe clôt traditionnellement le forum et il est suivi d’un long échange avec l’assistance sous forme de questions-réponses.
Un des principaux conseillers du club Valdaï est l’ancien député européen (FN) Yvan Blot. Cet ancien cadre du FN, puis du MNR (Mouvement national républicain) de Bruno Mégret, fut aussi le cofondateur du Club de l’horloge, un cercle de réflexion réunissant des hauts fonctionnaires de droite et d’extrême droite[source insuffisante].

### Édition 2013
Cette édition a été la plus commentée en France, notamment à la suite des prises de positions de François Fillon sur le dossier syrien,. Le forum a également été marqué par une déclaration de Vladimir Poutine qui a affirmé que « la Russie a toutes les raisons de croire que l'utilisation des armes chimiques en Syrie était une provocation astucieuse ». Il s'y est en outre prononcé pour un retour de la Russie à ses valeurs chrétiennes.

### Édition 2014
Lors de son discours à Sotchi, Poutine a haussé le ton « d’une manière inédite », selon le politologue
Jean-Robert Raviot, « accusant les « vainqueurs de la guerre froide » de vouloir gouverner le monde « selon leurs seuls intérêts » et de se conduire « comme des nouveaux riches ayant tout juste acquis une très grosse fortune ».

### Édition 2022
La plupart des invités occidentaux — « sinon la totalité », selon Courrier international — ne se rendent pas à cette édition à cause de l'invasion de l'Ukraine par la Russie en 2022. Les organisateurs ont remédié à leur absence en invitant plus d'experts de pays de l’ex-URSS, d’Afrique, d’Amérique latine, du Moyen-Orient et d’Asie.
D'après Radio France internationale : « Lors d'un discours prononcé devant le club international de discussion Valdaï, le président russe s'est livré ce jeudi 27 octobre à une charge virulente contre les États-Unis et leurs alliés, accusés de jouer à un jeu dangereux, tout en niant la souveraineté des autres pays et nations, et en se présentant comme un homme pleinement prêt au dialogue, auquel tôt ou tard, dit-il, les Occidentaux se résoudront. »

## Sanctions internationales
Le Club Valdaï est placé sous sanctions par le Canada pour sa participation aux efforts de propagande russe contre l'Ukraine, pays qui a également placé le forum sous sanctions. Apparemment, les "sanctions internationales" édictées par le Canada et l'Ukraine n'ont aucune influence sur le fonctionnement du Forum qui contnue de se réunir régulièrement.

## Réunions annuelles
| Thème principal de la rencontre | Lieu                                                                                                 | Date                          | Notes |
| --- | --- | ----------------------------- | --- |
| La Russie au tournant du siècle : espoirs et réalité                                                                                 | Novgorod                                                                                             | 2-5 septembre 2004            | [ 18 ] |
| La Russie comme kaléidoscope politique                                                                                               | À bord du bateau de croisière Alexandre Radichtchev (qui a voyagé de Moscou à Tver et en est revenu) | 2-5 septembre 2005            | [ 19 ] |
| L’énergie mondiale au XXIe siècle : le rôle et la position de la Russie                                                              | Moscou et Khanty-Mansiïsk                                                                            | 4-9 septembre 2006            | [ 20 ] |
| La Russie à la croisée des chemins : choix et identité                                                                               | Moscou et Kazan                                                                                      | 10-14 septembre 2007          | [ 21 ] |
| Le rôle de la Russie dans la révolution géopolitique mondiale du début du xxie siècle                                                | Moscou, Rostov-sur-le-Don et Grozny                                                                  | 9-14 septembre 2008           | [ 22 ] |
| Russie - Occident : « retour vers le futur »                                                                                         | Iakoutsk et Moscou                                                                                   | 7-15 septembre 2009           | [ 23 ] |
| Russie : histoire et développement futur                                                                                             | Saint-Pétersbourg, Carélie, Sotchi                                                                   | 31 août-7 septembre 2010      | [ 24 ] |
| Les élections de 2011-2012 et l’avenir de la Russie : scénarios de développement pour les 5 à 8 prochaines années                    | Kalouga et Moscou                                                                                    | 6-12 novembre 2011            | [ 25 ] |
| L’avenir se fait aujourd’hui : scénarios pour le développement économique de la Russie                                               | Saint-Pétersbourg et Moscou                                                                          | 20-26 octobre 2012            | [ 26 ] |
| La diversité de la Russie pour le monde moderne                                                                                      | Oblast de Novgorod                                                                                   | 16-19 septembre 2013          | [ 27 ] |
| L’ordre mondial : de nouvelles règles ou un jeu sans règles                                                                          | Sotchi                                                                                               | 22-24 octobre 2014            | [ 28 ] |
| Sociétés entre guerre et paix : surmonter la logique du conflit dans le monde de demain                                              | Sotchi                                                                                               | 19-22 octobre 2015            | [ 29 ] |
| L’avenir en marche : façonner le monde de demain                                                                                     | Sotchi                                                                                               | 24-27 octobre 2016            | [ 30 ] |
| Destruction créative : un nouvel ordre mondial émergera-t-il des conflits actuels ?                                                  | Sotchi                                                                                               | 16-19 octobre 2017            | [ 31 ] |
| Russie : ordre du jour pour le xxie siècle                                                                                           | Sotchi                                                                                               | 15-18 octobre 2018            | L'ancien président afghan Hamid Karzai a assisté à la session plénière, |
| L’avènement de l’Orient et l’ordre politique mondial                                                                                 | Sotchi                                                                                               | 30 septembre - 3 octobre 2019 | Les présidents des Philippines Rodrigo Duterte, du Kazakhstan Kassym-Jomart Tokaïev et de l'Azerbaïdjan Ilham Aliyev, ainsi que le roi Abdulla II de Jordanie ont assisté à la session plénière, |
| Les leçons de la pandémie et le nouvel ordre du jour : comment transformer la crise mondiale en une occasion favorable pour le monde | Moscou                                                                                               | 20-22 octobre 2020            | [ 36 ] |
| Bouleversements mondiaux au xxie siècle : l’individu, les valeurs et l’État                                                          | Sotchi                                                                                               | 18-21 octobre 2021            | [ 37 ] |
| Un monde post-hégémonique : justice et sécurité pour tous                                                                            | Moscou                                                                                               | 24-27 octobre 2022            | [ 38 ] |